# Circumscripció electoral

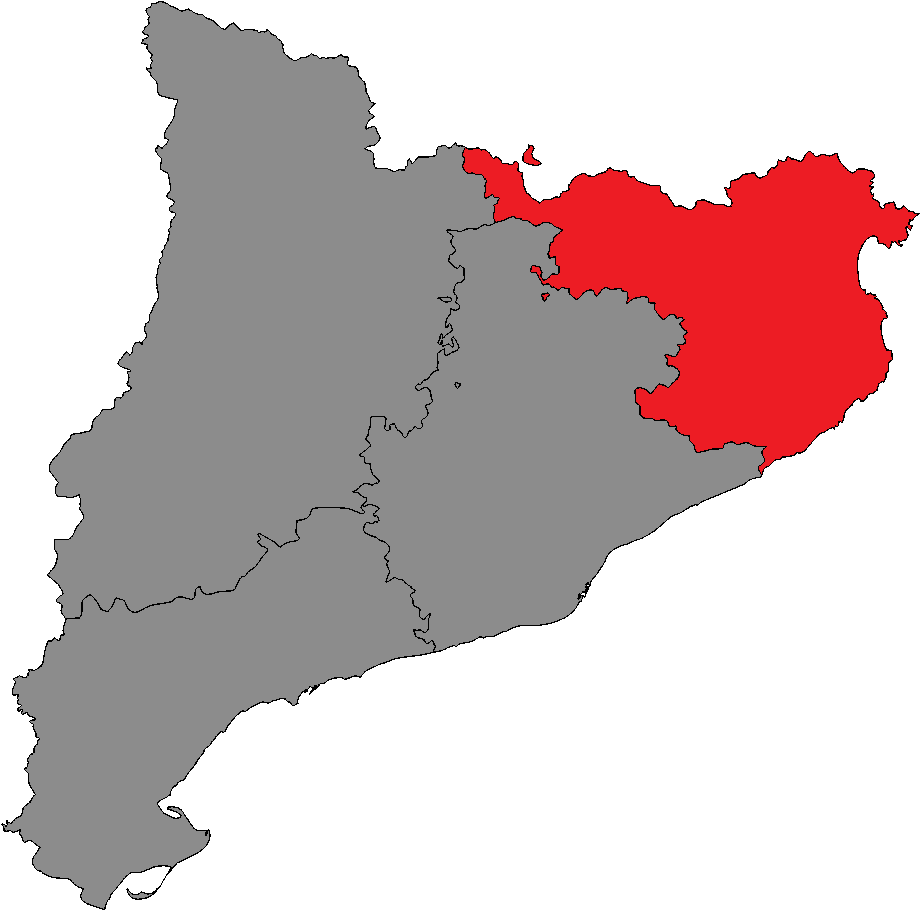
Circumscripcions Electorals del Parlament de Catalunya, Girona

Una circumscripció o districte electoral en unes eleccions o un sistema electoral és el conjunt d'electors, agrupats en una base territorial, a partir del vot dels quals es procedeix a la distribució d'escons.
Les circumscripcions no són sempre homogènies:
- En les eleccions al Parlament Europeu les circumscripcions són d'àmbit estatal i regional.[1]
- En les generals espanyoles i les presidencials franceses, d'àmbit provincial i departamental, respectivament.
- En les eleccions al Parlament de Catalunya i a les Corts Valencianes, d'àmbit provincial.
- En les eleccions al Parlament de les Illes Balears d'àmbit insular.
- En les eleccions locals, d'àmbit municipal.
- En les eleccions al Consell General d'Aran la circumscripció és el terçó.[2]
- En les  eleccions al Consell General d'Andorra el sistema de vot paral·lel fa que, al mateix temps, hi hagi una circumscripció nacional i 7 circumscripcions parroquials

## Magnitud
S'anomena magnitud al nombre d'escons que s'escullen en cada circumscripció. La magnitud dels districtes sol venir marcada per les lleis electorals i el sistema electoral que s'apliquin. Generalment se'n distingeixen dos tipus:
- Circumscripcions uninominals: són aquelles circumscripcions on només hi ha un escó en joc i només hi ha un guanyador a cada elecció. Com que només es pot escollir un representant, el sistema utilitzat serà l'escrutini majoritari plurinominal a una volta (surt escollit el candidat que obtingui més vots, sense necessitat de majoria absoluta) o amb segona volta (si cap candidat la majoria absoluta de vots, els dos candidats més votats a la primera volta o aquells que permeti la llei electoral passen a la segona volta, on són escollits per majoria simple).
- Circumscripcions plurinominals: són aquelles circumscripcions on s'escull més d'un escó. Per tant, hi ha més d'un guanyador perquè en cada elecció surt electe més d'una persona. Els sistemes electorals que es poden utilitzar amb aquest sistema són l'escrutini majoritari plurinominal, la representació proporcional o el vot únic transferible.

## Gerrymandering
S'anomena gerrymandering a la manipulació dels límits geogràfics de les circumscripcions per beneficiar-se electoralment. Aquesta pràctica sol ser més efectiva quan hi ha circumscripcions uninominals. Hi ha indrets, com per exemple Espanya, Noruega o Suïssa, que per evitar qualsevol intent de gerrymandering, fan coincidir els límis de les circumscripcions amb els límits administratius, que són més rígids.